# Tokyobukten

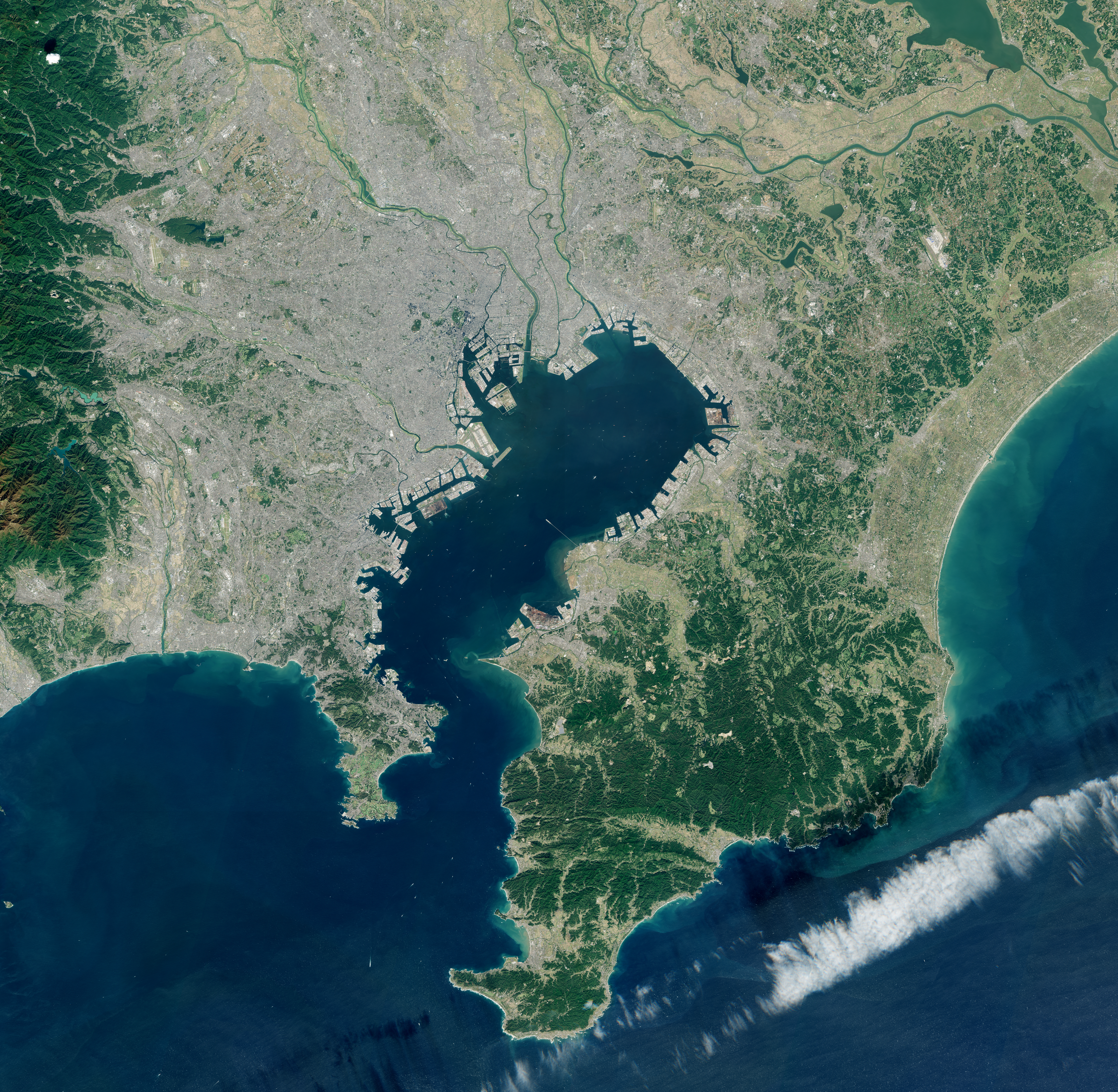
Tokyobukten från rymden

Tokyobukten (東京湾, Tōkyō-wan), äldre namn Edobukten (江戸湾, Edo-wan) är en bukt i de södra delarna av Kantoregionen vid Japans huvudstad Tokyo. Det omges av Bōsōhalvön i öster och Miurahalvön i väster. I bukten finns det ett antal konstgjorda öar byggda under Meiji och Taishōperiod. Egentligen är bara en av öarna i bukten uppbyggda på naturlig väg. Ett antal hamnar finns också vid bukten. 
I Yokosukas hamn finns örlogshamnar för USA:s flotta i Japan och för Japans självförsvarsstyrkor.